# مارفن مانديل
مارفن مانديل (بالإنجليزية: Marvin Mandel)‏ هو محامي وسياسي أمريكي، ولد في 19 أبريل 1920 في بالتيمور في الولايات المتحدة، وتوفي في 30 أغسطس 2015 في مقاطعة سانت ماري في الولايات المتحدة. حزبياً، نشط في الحزب الديمقراطي. وقد انتخب عضو مجلس النواب لولاية ماريلند وانتخب حاكم ماريلاند ‏.